# Johann Holland

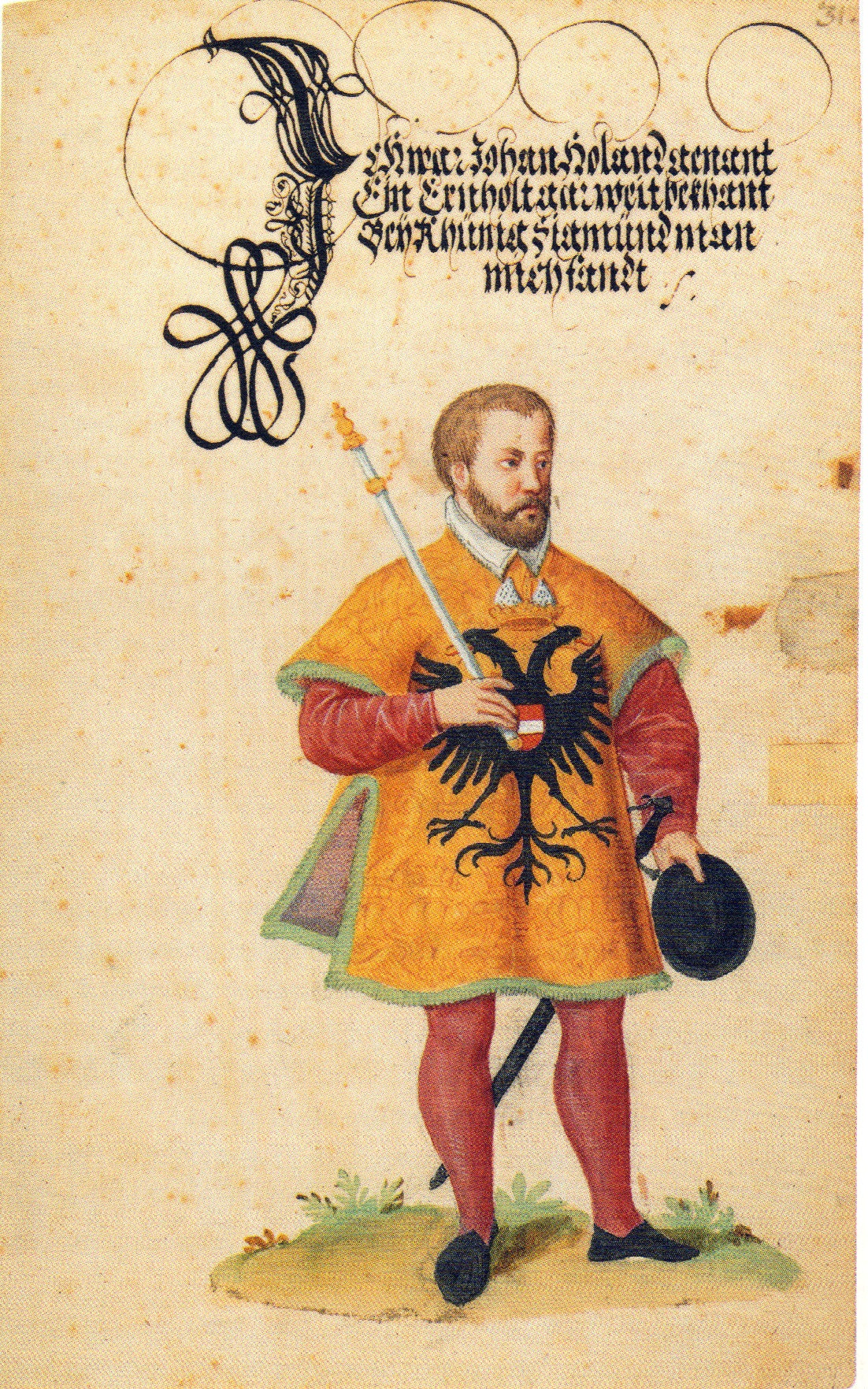
Phantasieporträt Ende 16. Jahrhunderts

Johann Holland bezeichnet sich in den von ihm verfassten Turnierreimen als Herold aus Eggenfelden in Bayern. Die Turnierreime, deren Datierung in der Forschung umstritten ist, sind ein Verzeichnis des turnierfähigen bayerischen Adels. Im Verfasserlexikon wird von einer Entstehung 1415/24 ausgegangen.